# アレグザンダー・ウィントン

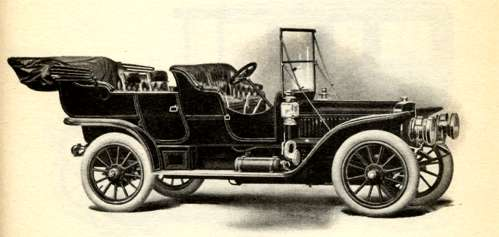
1908 Winton touring car

アレグザンダー・ウィントン（Alexander Winton、1860年 - 1932年）は、自動車創成期に米国の自動車メーカー、ウィントン・モーター・キャリッジ・カンパニーを創業し、米国で初めて自動車を販売した人物。
日本では長い間、米国での自動車の歴史は、デュリア兄弟が最初につくっていたことに触れられながらも、ランサム・E・オールズとヘンリー・フォードが1896年に自動車を作ったという記述から始まることが多い。しかし、2人と同じ年にアレグザンダー・ウィントンもまた米国で自動車をつくった人間だった。米国では『自動車のパイオニア(Auto Pioneer)』といわれる一方で、一般には忘れかけられていた。しかし2003年にホレィシォ・ネルソン・ジャクソンによるウィントン車での米国横断から100周年を迎え、2005年になってようやく米国自動車殿堂に選出されている。
妻は、オペラ作曲家マリオン・キャンベル(Marion Campbell)。

## スコットランドからニューヨークそしてクリーブランドへ
アレグザンダー・ウィントンはスコットランドで生まれ、1878年に18歳で米国に移住した。ニューヨークで蒸気船の技術者として働くが興味がもてず、22歳で父と姉妹が居を構えていたオハイオ州クリーブランドに移り、クリーブランド鉄工所で監督の職を見つける。
19世紀末の当時はまだ馬車が旅の足だった。そこに自転車が登場し、またたく間に普及していった。自転車はとても値の張る乗り物だったが、裕福な人々にとっては便利で自由な乗り物だったのである。そこに事業機会を見つけたウィントンは義弟と『ウィントン自転車会社』をはじめる。
事業は順調だったが、1890年頃には、自力で走る車両、つまり馬がいなくとも走れる車に興味を持つようになる。『サイエンティフィック・アメリカン誌』や『ホースレス・エイジ(馬のいらない時代)誌』をはじめとして、関連する情報は手当たり次第に読みあさり、自分の設計を練り上げていった。

## ウィントン・モーター・キャリッジ・カンパニーの創業
1886年9月には自身のエンジンつきワゴンを公開の場で走らせている。車輪は自転車用を使用していた。デュリア兄弟がアメリカ初のガソリンエンジンのラナバウトを作ってから3年後のことだった。ランサム・E・オールズがミシガン州ランシングで、そしてヘンリー・フォードがデトロイトで、それぞれの自動車を発表した年である。
翌1897年3月15日にウィントン・モーター・キャリッジ・カンパニーを設立。米国における自動車メーカー創成期の一社となる。ウィントンの自動車は"ホースレス・キャリッジ"(horse-less carriage:馬なしの車両)"とも"ウィントン・バギー"とも呼ばれた。タイヤは同じオハイオのグッドリッチのつくったゴムタイヤを履いていた。これはニューマチックタイヤ（Pneumatic tire）と日本でも呼ばれた空気入りのゴムタイヤで、ウィントンは米国で最初にこのタイヤを使ったのである。
すでに試作車を2台作っており、それは完璧な車となっていた。1897年5月、クリーブランド競馬場で、10馬力のエンジンを載せ33.64 mph (54.14 km/h)を記録する。ところが、この快挙に対し、世間はその耐久性と実用性を懐疑の目で見た。ウィントンは人々を啓蒙するためのプロモーションに力を入れるようになる。
一年後の1898年3月24日、ペンシルベニア州のロバート・アリソンが自動車を購入する。小売された自動車としては米国初であった。サイエンティフィック・アメリカン誌に掲載されたウィントンの広告を見たのが購入のきっかけだった。
彼の自動車は当時では、先進の技術とパワーをもっていたとされている。水冷で6馬力の単気筒を水平に置いた（横に寝せた）ガソリンエンジンを車両後部に配置したリアエンジン・リアドライブ式。トランスミッションは前進2速で後退付、三輪自転車でジェームズ・スターレーが発明しカール・ベンツが自動車に応用したチェーン駆動で後軸に装着されたディファレンシャルに伝達する方式。この方式は広く用いられるようになる。チェーンは車両進行方向に回転し、エンジンの出力軸とディファレンシャル入力軸は車両横方向に向いていた（横置きエンジン）。操舵装置はまだティラー（tiller = かじ取り棒）であった。ウィントンはのちには独自のステアリング・ホイール（丸ハンドル）を考案する。
25台を製造し、年内に21台を販売したが、そのうちの一台は、のちにアメリカ製高級車を代表するパッカードの創立者となるジェームス・ウォード・パッカードが購入していた。パッカードはウィントンに客として意見していたが、それがかなり突っ込んだ内容であったため、それを疎んじたウィントンから、「そんなに車をご存知なのであれば、ご自身で作ってみてはいかが？」といわれたのがパッカード自動車創業の動機となっている。パッカード社の創業期のさまざまなエピソードでも、先行するウィントン社に対してかなりのライバル心を燃やしていたことがうかがえる。ウィントン社のサービス体制の悪さ、品質の低さなどについて比較コメントする一方、レースでも対抗していた。(下記のアメリカ横断も参考)
ウィントンは、翌年100台以上を販売し、ガソリンエンジン車では米国で一番のメーカーとなっていた。これにより、ペンシルベニア州のH.W.コラーが米国初の自動車ディーラーを開業。販売した車を送り届けるため、ウィントンは米国初のキャリア車(自動車運搬車)も作っている。

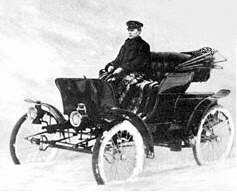
1899 Winton Stanhope

彼は1899年にメカニックを乗せ自身で、自身でクリーブランドからニューヨークまで800マイルの耐久走行試験を行った。道路はまだ整備されておらず、馬で通るような道のりをそれでも80時間でたどり着いた。しかし、このときは全く話題にもならなかった。このため、彼は2年後の1901年に、今度は記事を書かせるためにレポーターを同伴し、ほぼ同じ道のりの700マイルを47時間で走り抜けている。
会社の株を公開し、1901年には「鉄道王」として有名なコーネリアス・ヴァンダービルトがウィントンの会社の株を買ったと知れ渡ると、会社のイメージは飛躍的によくなった。

## レースとヘンリー・フォード
ウィントンはプロモーションに力を入れており、そのために、広告ももちろんだが、レースにはできる限り出場していた。勝つことが多かったが、負けることもあった。
ウィントンが勝てなかったレースで歴史的な意味をもつものが2つある。1つは1901年10月10日のグロス・ポイント・レース(Grosse Pointe Race)で、余り知られていないほうのヘンリー・フォードとの戦いである。フォードはこのとき38歳で、もう若いとはいえない年だった。フォードの最初の会社は車を12台作っただけでつぶれてしまっていた。彼はレース車に全精力を傾け8000人の観客の目の前でウィントンに挑んだ。10マイルレースで8マイルに差し掛かったときウィントンの車は故障でコースをドロップする。フォードの車はウィントンの脇をすり抜けゴールする。この勝利のおかげでフォードは出資者を募ることができ、彼の2番目の会社を創立することができた。ウィントンは雪辱を果たすことを誓い、1902年、『ウィントン・バレット(Winton Bullet)』を製作し、非公式ながら、70 mph (113 km/h)を記録している。
フォードの2番目の会社はまたもやうまくいかず、一年と15日後に再びウィントンと富と名声を賭けて対戦する。フォードは歴史にその名を残す『999』を用意する。ドライバーは、このレースで名声を獲得するバーニー・オールドフィールドだ。『ウィントン・バレット』での再挑戦でも『999』に乗ったバーニーに打ち負かされた。フォードは再びウィントンに勝った。そして再び出資者を得ることができ、彼の3度目の会社となるフォード・モーター・カンパニーが誕生する。この会社は長寿の会社として現在に至る。ウィントンは、その後も先進技術の車を作り続け、レース車のテストドライバーとしてバーニー・オールドフィールドをフォードから引き抜き雇い入れたりもした。

## 先進技術

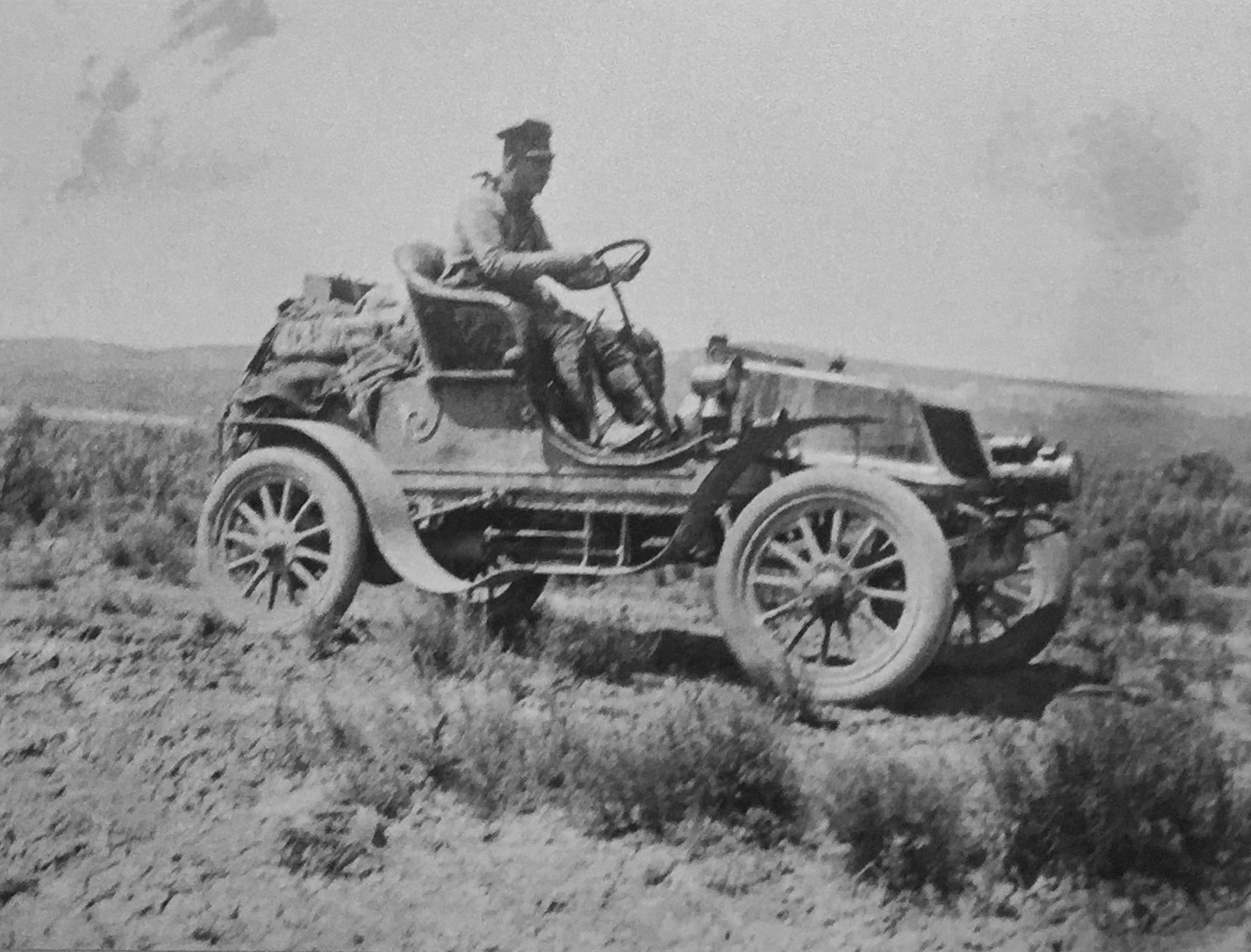
1903年ウィントン車でアメリカ大陸横断中のホレィシォ・ネルソン・ジャクソン

### 数々の特許とステアリング
ヘンリー・フォードが自動車に関するあらゆることをなしえたと思っている人も多いが、初期の米国の特許ではウィントンが最も先をいっていた。ウィントンは、100以上もの特許を取得していたが、たとえ競争相手であっても、安全に関することであれば率先して技術を提供したという。グロス・ポイント・レースの以前に、ウィントンは「フォードのハンドルでは誰かが死ぬことになる」と自身のアイデアのステアリング機構のデザインをフォードに教えている。この技術は後のフォードの発展にも貢献したが、ウィントンは、「レースで負けたのは自分の教えたステアリング機構がよかったからだ」と自分を慰めたという逸話もある。

### アメリカ初の自動車横断
1901年、アレグザンダー・ウィントンはサンフランシスコからニューヨークを目指しアメリカ横断に挑戦するが、ネバダの砂漠で車は進まなくなり断念。1903年、ホレィシォ・ネルソン・ジャクソン(Horatio Nelson Jackson)が、50ドルの賭けのために、ウィントン車でアメリカ横断をおこない、ウィントン車の耐久性が実証される。ホレィシォはアレグザンダーのネバダでの失敗を聞き、より北よりのオレゴン・トレイルのルートを選択している。ウィントン車を選んだのはドライバー兼メカニックのクロッカーの推奨だったというだけである。しかも準備期間は車の調達からなにからすべてを含めたったの4日だった。ウィントン社自身途中までまったく知らなかった。

### ツーリングカー
1904年には、車両後方にトノーを載せて5名が乗車としたツーリングカーモデルが2500ドルで販売された。水平水冷直列2気筒エンジンを車両中央に搭載しスチールのチャンネル部材とアングル部材でフレーム組みされ車重は1043kgあった。

## ウィントン社のその後

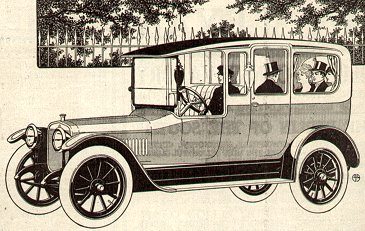
1915 Winton Six Limousine

上流階級への売り込みが功を奏し、1910年まで事業は好調に持続する。
1910年代には自動車会社が次々と創業され、われ先にと改良を重ねていた。会社同士の競争は熾烈さを極め、ウィントンは1924年撤退を決意する。彼の車は1924年の最後まで手作りだった。その後は、マリン関連、ガソリンスタンド事業、ディーゼルエンジンの製作に事業を絞り会社を継続する。ディーゼルエンジン事業には1912年にウィントン・エンジン・カンパニー(Winton Engine Company)を興し参入していた。
1932年、アレグザンダー・ウィントン、永眠。
1930年にこの子会社はGM傘下となり社名をウィントン・エンジン・コーポレーション(Winton Engine Corporation)とした。実用的な2サイクルのディーゼルエンジンを開発し、400hpから1,200hpを出力した。これはGM傘下のエレクトロモーティブコーポレーション(EMC)が1935年当時製作したディーゼル機関車の初期型や海軍の発注した潜水艦に使われていた。この事業部門は、現在のEMDに引き継がれている。
ウィントン・モーター・キャリッジ・カンパニーは1936年にはマリン海軍向け事業とガソリンスタンド事業のみとなり、1937年にGM傘下のクリーブランド・エンジン部門として再編されていたが、1962年に部門は廃止される。

## トリビア
- ウィントンは、オハイオ州では、ステアリング・ホイールの発明者としても有名である。(一般にはパッカードとされている)
- ヘンリー・フォードは、ウィントン・モーター・キャリッジ・カンパニーに職を求めたことがあったが、当時ウィントンは興味を持たなかったという。